# Roger Chaffee

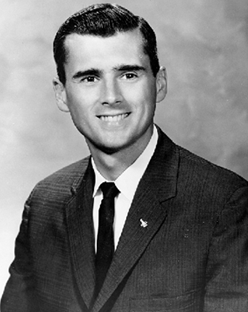
Roger Chaffee

Roger Bruce Chaffee (Grand Rapids (Michigan), 15 februari 1935 – Cape Canaveral, 27 januari 1967) was een Amerikaanse astronaut die meedeed aan het Apollo-programma.
Hij werd geboren in Grand Rapids, Michigan en behaalde zijn Bachelor of Sciences in de vliegtuigbouw aan de Universiteit Purdue in 1957. Hij was gehuwd en had twee kinderen.
Hij werd gekozen tot astronaut in 1963 en had nog geen ruimtevluchten gemaakt voordat hij werd geselecteerd als bemanningslid van een maanmodule gerelateerd aan het Apollo-programma dat bedoeld was om later de eerste mensen op de maan te zetten voor de Sovjet-Unie (spacerace).
Chaffee stierf samen met mede-astronauten Virgil Grissom en Edward White tijdens de brand in de Apollo 1-capsule op 27 januari 1967 op Cape Canaveral.
De krater  Chaffee op de maan is naar hem vernoemd.